# Een vertrek raakt leeg
Een vertrek raakt leeg is een hoorspel van Jürgen Becker. Ein Zimmer wird leer werd op 7 maart 1973 door de Westdeutscher Rundfunk uitgezonden. Jan F. de Zanger vertaalde het en de KRO zond het uit op dinsdag 4 maart 1975. De regisseur was Léon Povel. Het hoorspel duurde 44 minuten.

## Rolbezetting
- IJda Andrea
- Tom van Beek
- Willy Brill
- Joop van der Donk
- Bert Dijkstra
- Tonny Foletta
- Broes Hartman
- Betty Kapsenberg
- Frans Kokshoorn
- Ans Koppen
- Paul van der Lek
- Trudy Libosan
- Corry van der Linden
- Tine Medema
- Dogi Rugani
- Willy Ruys
- Fé Sciarone
- Nel Snel
- Frans Somers
- Elly Verbiest-den Haring
- Bob Verstraete
- Jeanne Verstraete
- Olaf Wijnants

## Inhoud
Jürgen Becker: “Als een vertrek leeg raakt of een huis leeg staat, een kamer niet meer betreden of een huis verlaten wordt, welke motieven kan dat hebben? Er kan een bom verstopt liggen, er breekt een brand uit, de gerechtsdeurwaarder komt, de kinderen zijn ervandoor, man en vrouw kunnen elkaar niet meer luchten, de gastheer gooit de gasten buiten, de huurprijzen zijn te hoog, iemand stapt gewoon op, een seizoen loopt op z’n einde en de herinnering ruimt op - een hele reeks motieven biedt zich aan als men ervaart of zich voorstelt dat uit een kamer mensen of voorwerpen verdwijnen. In dit hoorspel zijn het naamloze figuren die de toestanden van de leegte of de handelingen van het leegmaken, van het opruimen en verdwijnen met woorden demonstreren...”